# Municipio de Jonesfield
El municipio de Jonesfield (en inglés: Jonesfield Township) es un municipio ubicado en el condado de Saginaw en el estado estadounidense de Míchigan. En el año 2010 tenía una población de 1667 habitantes y una densidad poblacional de 25,52 personas por km².

## Geografía
El municipio de Jonesfield se encuentra ubicado en las coordenadas 43°26′22″N 84°19′14″O / 43.43944, -84.32056. Según la Oficina del Censo de los Estados Unidos, el municipio tiene una superficie total de 65.32 km², de la cual 65,26 km² corresponden a tierra firme y (0,1 %) 0,06 km² es agua.

## Demografía
Según el censo de 2010, había 1667 personas residiendo en el municipio de Jonesfield. La densidad de población era de 25,52 hab./km². De los 1667 habitantes, el municipio de Jonesfield estaba compuesto por el 97 % blancos, el 0,6 % eran afroamericanos, el 0,36 % eran amerindios, el 0,12 % eran asiáticos, el 1,14 % eran de otras razas y el 0,78 % eran de una mezcla de razas. Del total de la población el 3,9 % eran hispanos o latinos de cualquier raza.